# 1932 في العراق
فيما يلي قوائم الأحداث التي وقعت خلال عام 1932 في العراق.

## سياسة

### تعيين في المنصب
- 3 نوفمبر – ناجي شوكت رئيس وزراء العراق.

### انتهاء فترة المنصب
- 3 نوفمبر – نوري السعيد رئيس وزراء العراق.

## مواليد

### يناير
- 1 يناير – حامد الجبوري سياسي ووزير خارجية ودبلوماسي عراقي.
- 1 يناير – زهير أحمد القيسي شاعر وصحفي واعلامي عراقي.
- 1 يناير – عبدالله سلوم السامرائي
- 1 يناير – فائزة عاصم الراوي دكتورة وباحثة عراقية.

### مارس
- 14 مارس – محمد ملا كريم

### ديسمبر
- 22 ديسمبر – سامي موريه كاتب إسرائيلي.

### تاريخ غير معروف
- عمر الطالب – روائي وناقد عراقي.
- خالد سارة طيار عراقي مقاتل.

## وفيات

### أغسطس
- 31 أغسطس – ساسون حسقيل (مواليد 1860) سياسي عراقي.